# Réforme de l'encadrement supérieur de la fonction publique française de 2021-2023
Une réforme de l’encadrement supérieur de la fonction publique française est menée entre 2021 et 2023 sous la présidence d’Emmanuel Macron. Cette réforme porte sur le recrutement, la carrière et la rémunération des agents publics de l’État exerçant des fonctions d’encadrement supérieur (fonctions les plus élevées de la catégorie A), en particulier ceux exerçant des fonctions administratives, et incidemment sur le fonctionnement de certains services employant ces agents.
Elle se traduit notamment par le remplacement de l’École nationale d’administration  (ÉNA) par l’Institut national du service public (INSP) et par la création du corps des administrateurs de l’État en remplacement du corps des administrateurs civils et de nombreux corps d’un niveau comparable.

## Contexte
Élu en 2017, le Président de la République Emmanuel Macron est un ancien élève de l’ÉNA et un ancien inspecteur des finances.

## Historique

### Engagement de la réforme à la suite du mouvement des Gilets jaunes (2018-2019)
En réaction à la crise des gilets jaunes, l’exécutif engage à l’hiver 2018-2019 une série de concertations publiques constituant un « grand débat national ». L’une des thématiques de ce débat est l’organisation de l’État et des services publics. En avril 2019, la presse spécialisée française annonce que les services de la présidence de la République préparent une « réforme grand angle » de la haute fonction publique française. Le Président de la République souhaite notamment créer un tronc commun de formation pour les hauts fonctionnaires, supprimer la rente que constituerait l’accès direct en sortie d’école à certaines fonctions (les « grands corps »), et créer un modèle similaire à celui de l’École de guerre pour l’administration publique.
La suppression de l’ÉNA, mesure jugée symbolique, doit notamment être annoncée à la mi-avril 2019, en même temps que d’autres réformes institutionnelles et constitutionnelles, dans le cadre d’un discours de clôture du « grand débat national ». L’annonce, repoussée en raison de l’incendie de la cathédrale Notre-Dame de Paris survenu le soir prévu pour l’allocution télévisée du Président de la République, a finalement lieu le 25 avril 2019. Emmanuel Macron déclare souhaiter une réforme portant sur le recrutement, la formation et la gestion des carrières des hauts fonctionnaires, impliquant en particulier une suppression de l’ÉNA et des « grands corps », sans davantage précision sur les contours de la réforme.

### Commission Thiriez (2019-2020)
Frédéric Thiriez, ancien président de la ligue de football professionnel, est choisi par le Président de la République pour mener une mission de réflexion destinée à orienter la réforme et formellement missionné en mai par le Premier ministre Édouard Philippe à cette fin.
Le Gouvernement avait présenté, le 27 mars, un projet de loi de transformation de la fonction publique à caractère très général et qui n’était pas centré sur la haute fonction publique. À l’issue de la navette parlementaire, l’article 59 de la loi promulguée le 6 août 2019 habilite le Gouvernement à réformer par ordonnance la formation et la carrière des hauts fonctionnaires, pour tenir compte des conclusions futures de la mission.
La commission  présidée par Frédéric Thiriez remet son rapport fin janvier 2020, émettant de nombreuses préconisations sur le recrutement, la formation et la carrière des hauts fonctionnaires. Le périmètre du rapport est large, puisqu’il porte autant sur les corps de sortie de l’ÉNA et de l’École polytechnique que sur les corps de direction des fonctions publiques territoriale et hospitalière, sur les directeurs d’organisme de la Sécurité sociale, sur les commissaires de police, ou encore sur la magistrature de l’ordre judiciaire.
Le rapport critique en particulier le manque de diversité du recrutement des fonctionnaires. Il préconise la suppression de l’ÉNA et son remplacement par une « école d’administration publique » avec un socle commun pour les différentes filières (administrateurs des trois fonctions publiques, magistrats, ingénieurs, commissaires de police…), une refonte des attendus du concours d’entrée (suppression en particulier des épreuves de culture générale), la création d’un concours spécial « égalité des chances » et la fin du classement de sortie. S’agissant des grands corps, le rapport préconise le maintien des corps de la Cour des comptes et du Conseil d’État pour des raisons d’indépendance, mais recommande la fin de l’accès direct en début de carrière. Il propose par ailleurs une nomination pour une durée limitée seulement dans les corps d’inspections générales (IGF, IGAS et IGA).
La réception du rapport par le Premier ministre est jugée prudente par la presse : la piste de la suppression de l’ÉNA est reprise, mais la suppression du classement de sortie et l’introduction d’un système de discrimination positive est absente du communiqué de presse faisant suite à la remise du rapport. Cette mise à distance s’inscrit dans le cadre d’un désaccord plus important entre le Président de la République Emmanuel Macron et le Premier ministre Édouard Philippe ainsi que leurs entourages respectifs sur l’ampleur à donner à la réforme. Le rapport reprend ainsi pour l’essentiel la vision du Président de la République, à l’exception de la suppression des corps du Conseil d’État et de la Cour des comptes à laquelle s’opposait le Premier ministre.

## Annexe

### Principaux textes à l’origine de la réforme

#### Textes de niveau législatif
- Loi no 2019-828 du 6 août 2019 de transformation de la fonction publique, notamment son article 59.
- Ordonnance no 2021-702 du 2 juin 2021 portant réforme de l’encadrement supérieur de la fonction publique de l’État

#### Décrets en Conseil d’État et décrets
- Décret no 2019-1594 du 31 décembre 2019 relatif aux emplois de direction de l’État
- Décret no 2021-1550 du 1er décembre 2021 portant statut particulier du corps des administrateurs de l’État
- Décret no 2021-1556 du 1er décembre 2021 relatif à l'organisation et au fonctionnement de l’Institut national du service public
- Décret no 2022-335 du 9 mars 2022 relatif aux services d’inspection générale ou de contrôle et aux emplois au sein de ces services
- Décret no 2023-30 du 25 janvier 2023 relatif aux conditions d'accès et aux formations à l'Institut national du service public

#### Arrêtés ministériels et interministériels
- Arrêté du 23 novembre 2022 relatif à la répartition par niveaux des emplois relevant du décret no 2022-1453 du 23 novembre 2022 relatif aux conditions de classement, d’avancement et de rémunération applicables à certains emplois supérieurs de la fonction publique de l’État
- Arrêté du 21 mars 2023 fixant les modalités d’organisation, la nature, la durée, les coefficients et le programme des épreuves des concours d’entrée à l’Institut national du service public et les modalités d’organisation des concours d’accès aux cycles préparatoires au concours interne et au troisième concours